# Rumphella aggregata
Rumphella aggregata är en korallart som först beskrevs av Nutting 1910.  Rumphella aggregata ingår i släktet Rumphella och familjen Gorgoniidae. Inga underarter finns listade i Catalogue of Life.